# 五井地区
五井地区（ごいちく）は、千葉県市原市の地区。市原市役所五井支所が管轄している。

## 概要
市原市北西部に位置する。
市原市の前身の1つである市原郡五井町のほぼ全域が五井地区の区域に該当する。市内の各地区の中で最も人口が多く、約86,000人とほぼ茂原市と同じ規模である。なお五井地区の一部である国分寺台地区は、支所の存在はないが稀に別地区扱いの場合がある。
市原市の将来都市構造の計画において、五井地区の全域が市原市の中心都市拠点に、うち五井駅周辺は広域交流拠点、市原インターチェンジ周辺はIC周辺拠点、国分寺台は行政・文化拠点に指定されている。

## 地理

### 地名
五井地区内には合計131の町丁字が存在し、うち50が国分寺台地区に分類されることがある。存在する町丁字は以下の通りである。なお、本記事では五井地区と国分寺台地区に分けて記す。
五井地区
- 五井
- 五井東
- 五井西
- 五井中央東
- 五井中央西
- 五井中央南
- 五井金杉
- 五井海岸
- 五井南海岸
- 千種（一部）
- 千種海岸
- 青柳
- 青柳北
- 青柳海岸
- 青柳緑地
- 松ケ島
- 松ケ島西
- 岩崎
- 岩崎西
- 岩崎緑地
- 玉前
- 玉前西
- 玉前緑地
- 出津
- 出津西
- 岩野見
- 更級
- 平田
- 君塚
- 白金町
- 五所（一部）
- 村上
- 飯沼
- 島野
- 廿五里
- 野毛
- 町田
- 海保
- 今富
- 引田
- 神代
- 十五沢
- 小折
- 西野
- 柳原
- 西広
- 宮原（一部）

国分寺台地区
- 西広
- 諏訪
- 惣社
- 加茂
- 根田
- 山田橋
- 国分寺台中央
- 東国分寺台
- 西国分寺台
- 南国分寺台
- 北国分寺台

### 土地区画整理事業

#### 事業中
以下の土地区画整理事業を実施中である。
- 北五井地区土地区画整理事業（五井）：市原市

#### 事業計画中
以下の土地区画整理事業の実施を計画している。
- 五井駅東口土地区画整理事業（平田・岩野見）：組合、2026年開始予定

#### 事業終了済
以下の土地区画整理事業の実施が完了している。
- 五井土地区画整理事業（五井東）：市原市、1986年4月4日換地処分実施。
- 五井西土地区画整理事業（五井西）：組合、2002年2月22日完了。
- 五井駅前地区土地区画整理事業第一工区（五井中央西）：市原市、2004年完了。
- 五井駅前地区土地区画整理事業第二工区（五井中央東）：市原市、1997年完了。
- 五井駅前東土地区画整理事業（更級）：組合、2012年6月22日完了。
- 新田・下宿土地区画整理事業（五井中央南・五井中央西）：市原市、2020年6月12日完了。
- 下新場土地区画整理事業（五井）：個人、1985年3月8日換地処分実施。
- 五井南海岸土地区画整理事業（五井南海岸）：千葉県開発局、1978年10月3日完了。
- 君塚土地区画整理事業（君塚）：組合、1991年7月12日完了。
- 五所君塚土地区画整理事業（白金町）：組合、1968年9月6日完了。
- 五所第二土地区画整理事業（五所）：組合、1981年3月20日完了。
- 国分寺台土地区画整理事業（国分寺台）：組合、2001年9月18日完了。
- 岩崎土地区画整理事業（岩崎）：市原市、2018年7月9日完了。
- 松ヶ島土地区画整理事業（松ケ島）：組合、2003年3月28日完了。
- 青柳土地区画整理事業（青柳、千種）：組合、2006年12月15日完了。
- 青柳海岸土地区画整理事業（青柳海岸、青柳、千種）：組合、2000年3月28日完了。
- 天王新田土地区画整理事業（青柳北）：組合、1999年2月2日換地処分。
- 特別工業地区第一土地区画整理事業第一工区（青柳北・青柳緑地・松ケ島西）：千葉県、1974年1月4日完了。
- 特別工業地区第一土地区画整理事業第二工区（玉前西・玉前緑地・松ケ島緑地）：千葉県、1975年1月7日完了。
- 特別工業地区第二土地区画整理事業（五井金杉）：千葉県、1985年8月20日完了。
- 特別工業地区岩崎土地区画整理事業（岩崎・岩崎西）：千葉県、2007年11月9日完了。

### ニュータウン
- 国分寺台（国分寺台中央・東国分寺台・西国分寺台・南国分寺台・北国分寺台）

## 歴史

### 五井の由来

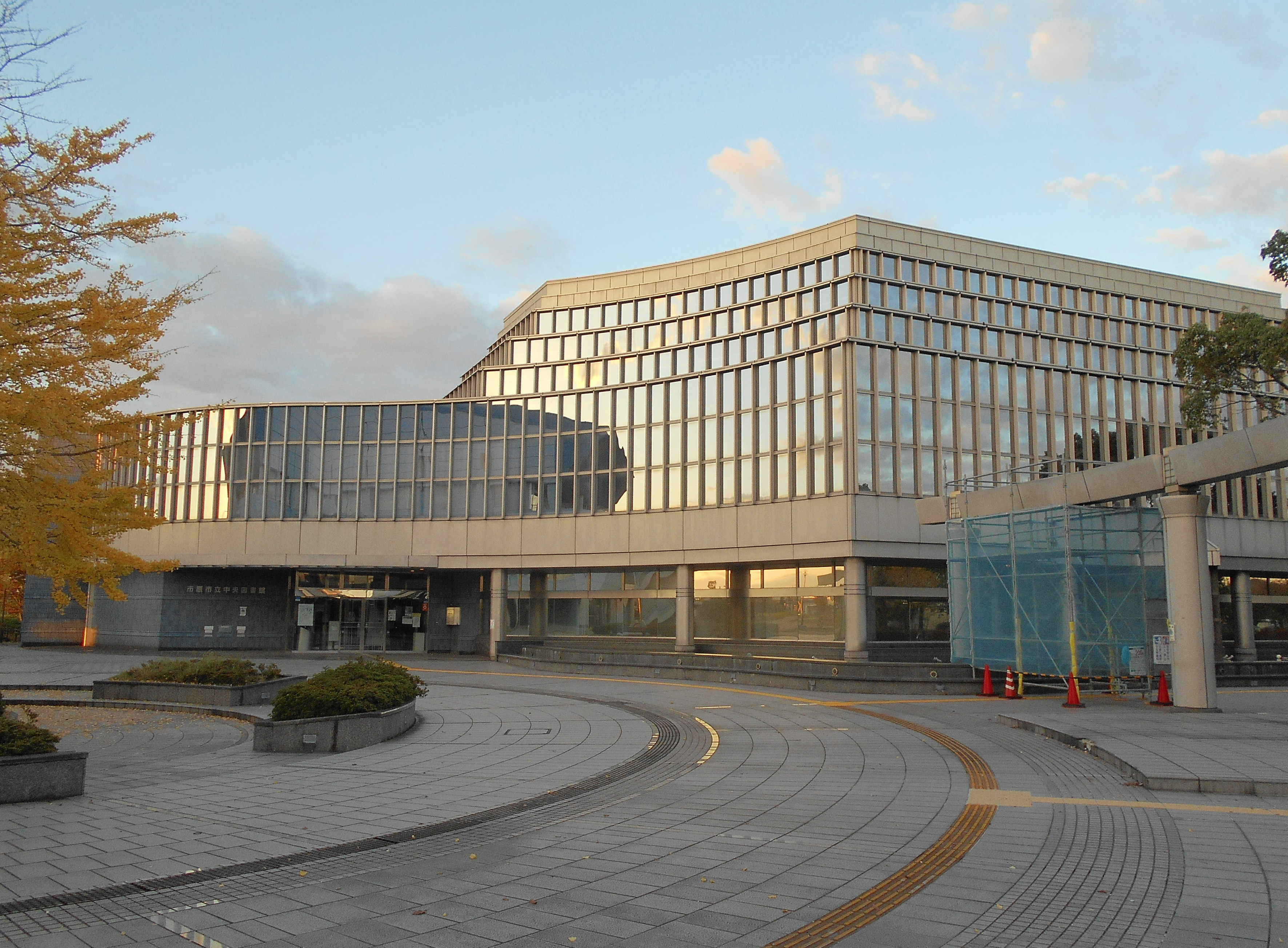
中央図書館

言い伝えでは地名は井水に関連すると考えられており、刀工宗近が、村を通りかかった名工正宗から良い刀を打つには良い水が必要であると教えられ、井戸を次々と掘り5つの井戸を掘ってついに名刀を鍛えることができたということからついたということに由来する説がある。地理的な側面では「こい（臥い）」で養老川が運んだ土砂の堆積地を指したものとする説もある。なお、「五井」は、かつて「御井」「後井」「五位」とも書いた。

### 年表

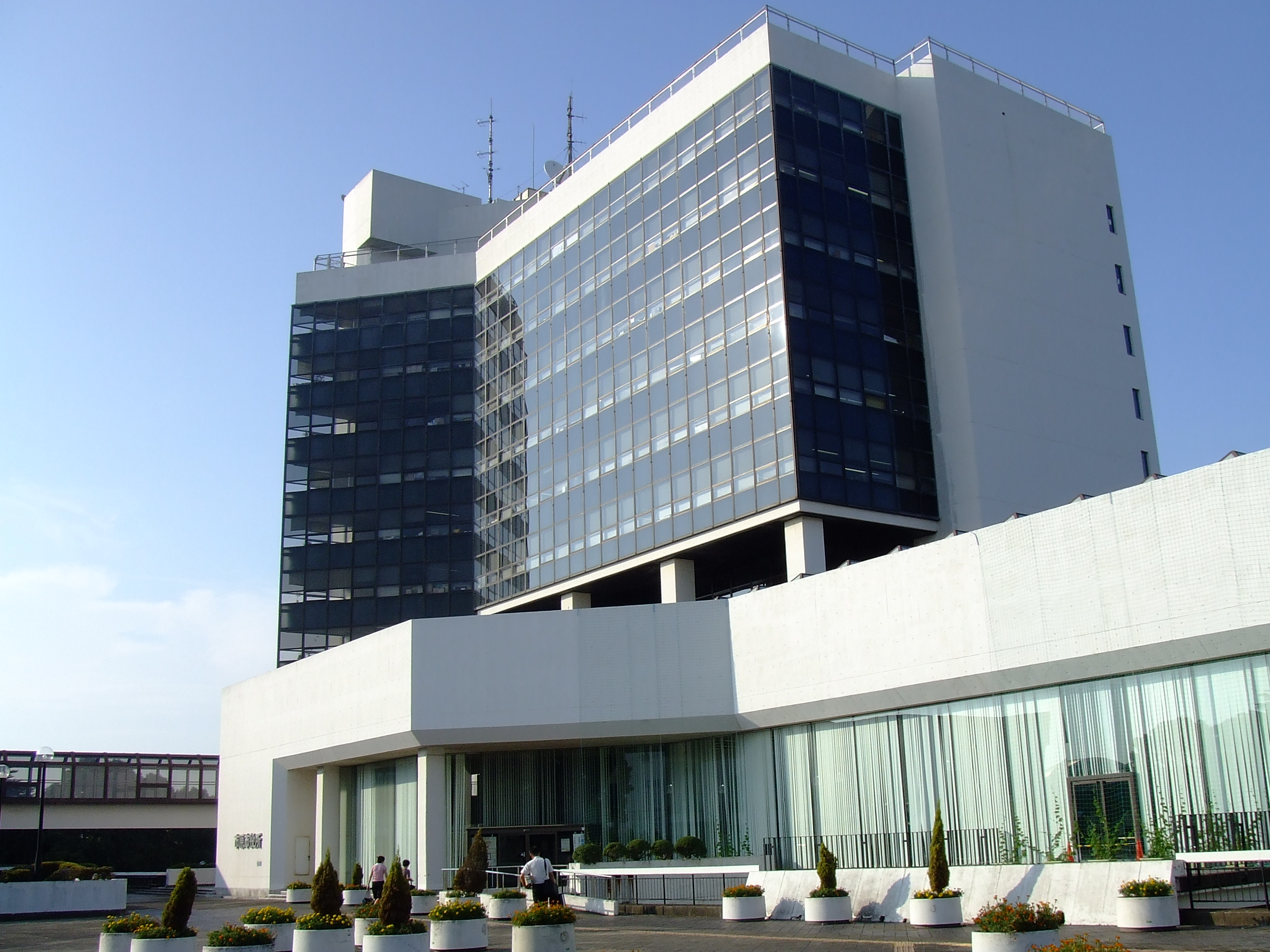
市原市役所第二庁舎

- 1963年5月1日 - 五井町と市原町・姉崎町・三和町・市津町が合併し市原市市制施行（市名決定の際に規模の大きかった五井町と市原町が揉めたとされる）[7][8]。
- 1971年 - 国分寺台土地区画整理事業開始。
- 1972年 - 市原市役所が五井駅付近から国分寺台中央一丁目1番地1に移転[7]。
- 1974年5月29日 - 市原市市民会館が惣社一丁目1番地1に開館。
- 1976年6月 - 旧市原市役所跡地の五井中央西2丁目24番地8号にできた市原ショッピングスクエアビルにイトーヨーカドー市原店が開店。
- 1978年8月26日 - 中心駅である五井駅の橋上駅舎が完成する[7]。
- 1981年5月 - 五井会館開館。市原市役所五井支所入居。
- 1982年11月15日 - 五井駅に特急停車開始。
- 1992年 - 市原市がジェフユナイテッド市原のホームタウンとなり、市原緑地運動公園臨界競技場がホームスタジアムとなる。
- 1995年7月1日 - サンプラザ市原開業。
- 2007年 - 五井駅東口開発が開始。
- 2010年
  - 4月6日 - カインズモール市原開業（五井駅東口開発）。
  - 5月9日 - イトーヨーカドー市原店は五井駅東口開発の公募プロボーザル選考の際に継続を約束したにもかかわらず閉店。
- 2011年
  - 3月11日 - 東日本大震災で震度5弱を観測。五井海岸のコスモ石油千葉製油所のタンクが爆発した。
  - 7月1日 - 五井駅東ショッピングセンター開業（五井駅東口開発）。
  - 10月29日 - 第1回上総いちはら国府祭り開催。
- 2013年
  - 4月1日 - 上総更級公園開園（五井駅東口開発）。
  - 5月7日 - 市原市役所五井支所がサンプラザ市原内に移転。
  - 11月28日 - アリオ市原開業（五井駅東口開発）。

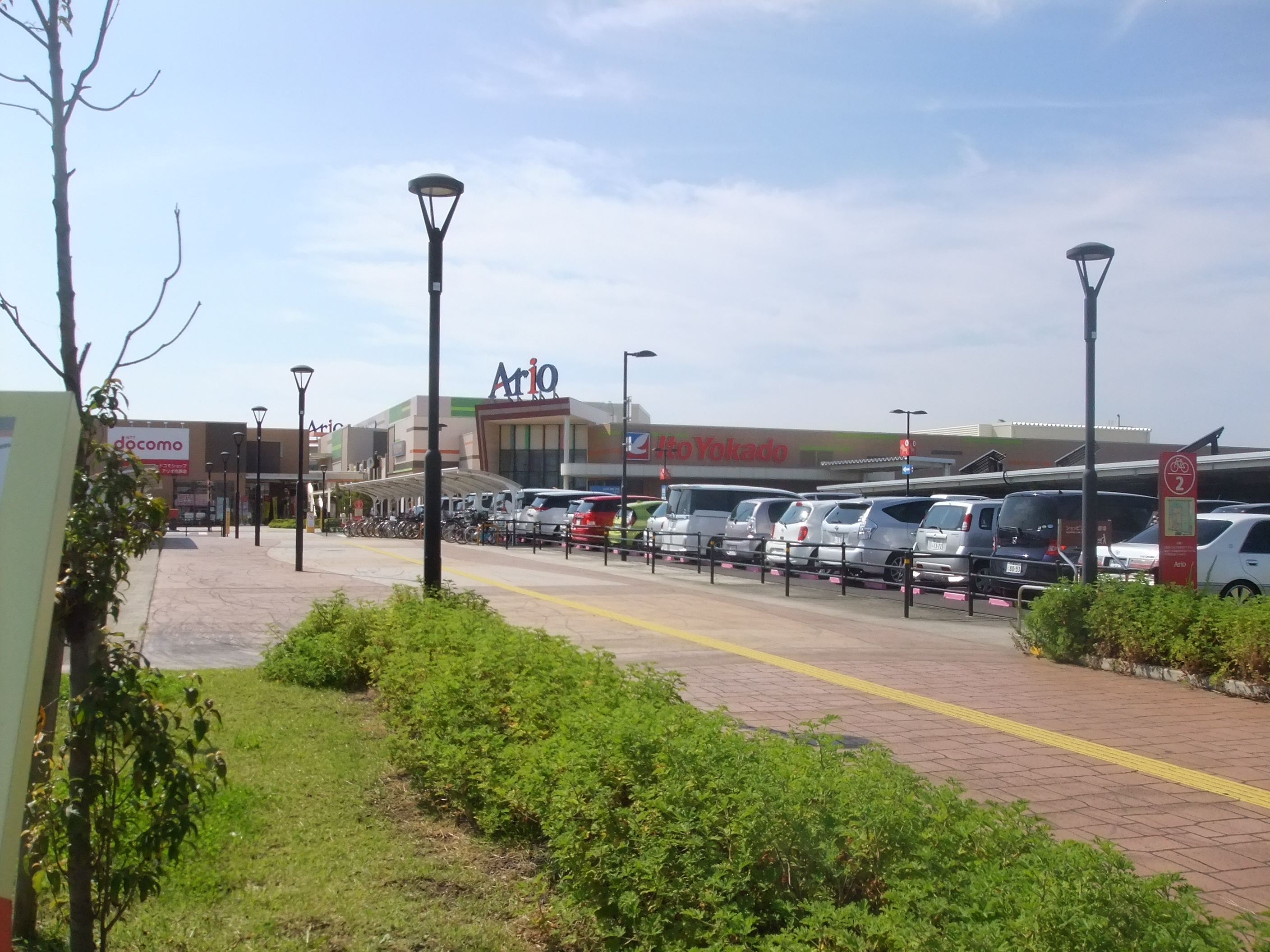
アリオ市原

- 2017年5月2日 - 小湊鉄道五井機関区機関庫及び鍛冶屋が国の登録有形文化財に認定[7]。
- 2018年2月 - 市原市役所防災庁舎（現第一庁舎）が運用開始。
- 2019年10月25日 - アクロスプラザ市原更級開業（五井駅東口開発）。

## 行事
- 10月 - 上総いちはら国府祭り[7]
- 12月 - 五井大市[7]

## 人口
2022年（令和4年）7月1日現在の人口は以下の通りである。
| 地区名   | 人口     | 人口  | 人口     | 人口  |
| 地区名   | 総数     | 年少  | 生産年齢 | 老年  |
| -------- | -------- | ----- | -------- | ----- |
| 五井地区 | 86,606人 | 11.4% | 63.1%    | 25.5% |

## 施設

### 公共・行政
- 市原市役所
- 市原市市民会館
- 市原市勤労会館（YOUホール）
- サンプラザ市原
  - 市原市役所五井支所
- 市原市立中央図書館
- 市原市立五井公民館
  - 市原市立五井公民館図書室
- 市原市立国分寺公民館
  - 市原市立国分寺台公民館図書室

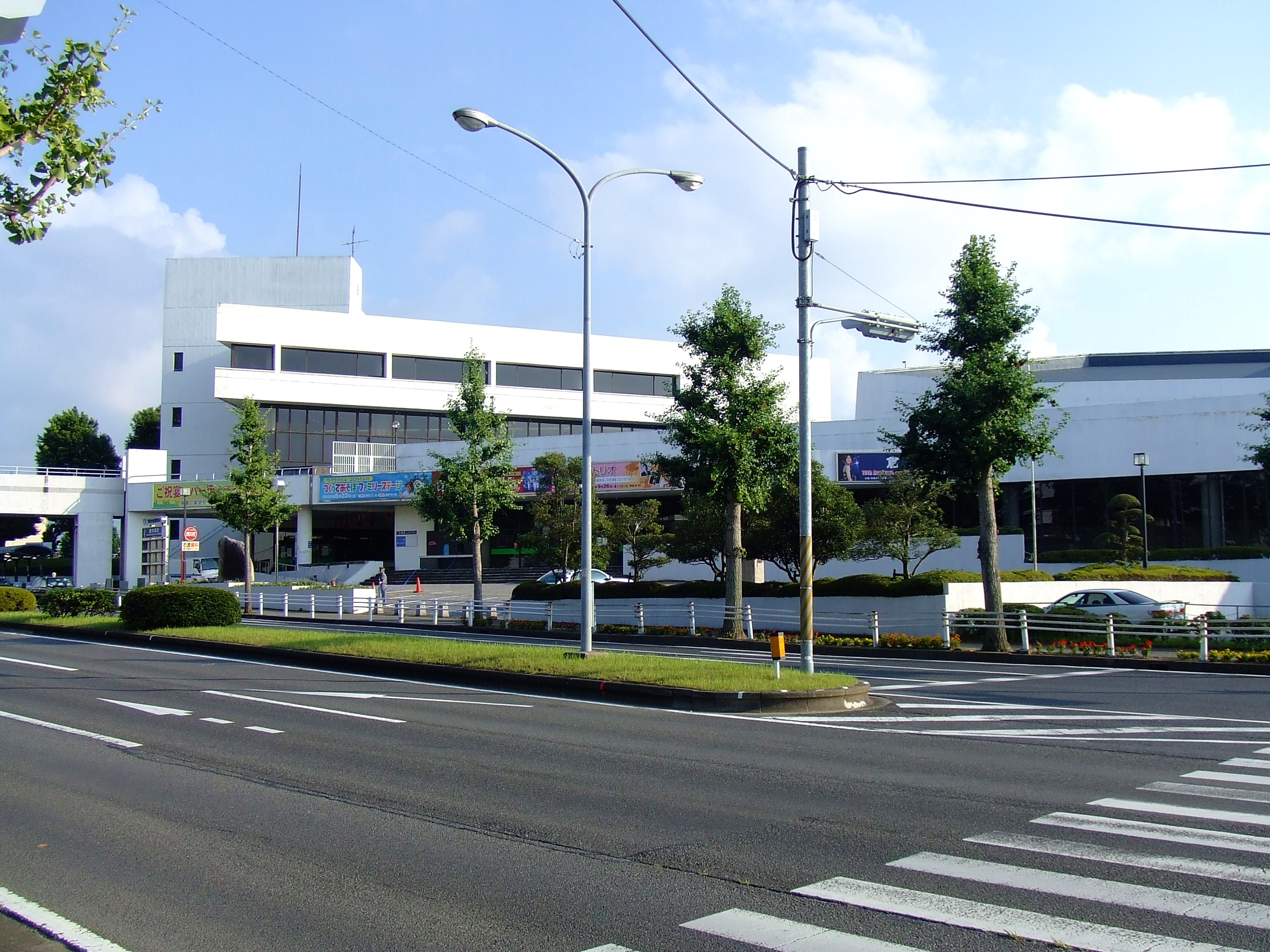
市原市市民会館

- 市原市立千種コミュニティーセンター
  - 市原市立千種コミュニティーセンター図書室
- 市原市消防局
  - 中央消防署
  - 五井消防署
- 千葉県警察市原警察署
  - 五井駅前交番
  - 五井西交番
  - 白金交番
  - 藤井交番
  - 国分寺台交番
  - 青柳駐在所

### 医療
- 市原市保健センター
- 市原市急病センター
- 五井病院
- 鎗田病院
- リハビリテーション病院さらしな

### スポーツレクリエーション
- 市原緑地運動公園

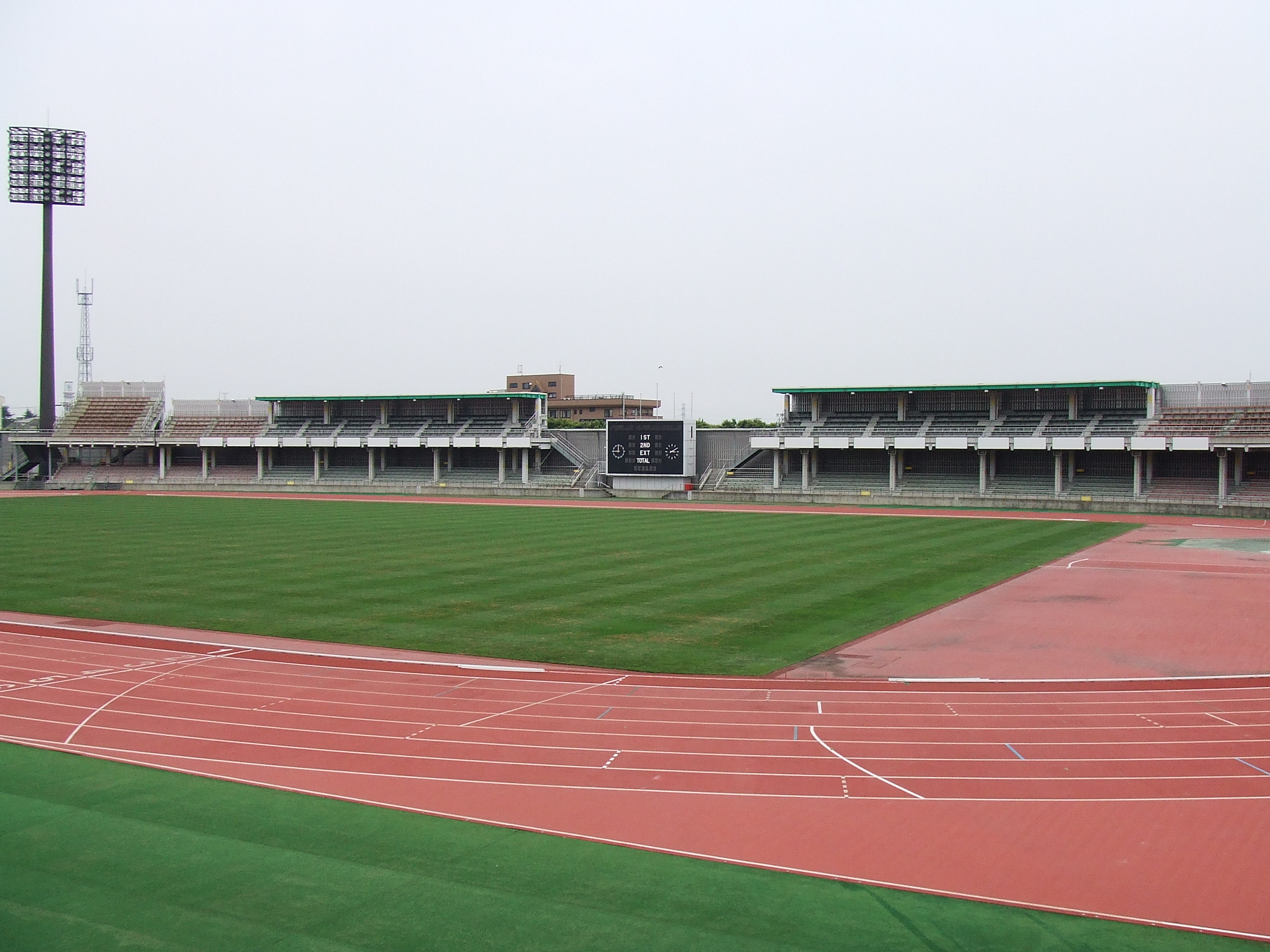
臨海競技場

  - 臨海競技場（ゼットエーオリプリスタジアム）
  - 臨海球場（ゼットエーボールパーク）
  - 臨海体育館
  - 臨海プール
  - 臨海第一底球場
  - 臨海第二底球場
- 上総更級公園スケートコート（オリプリランド）

### 小学校
- 市原市立五井小学校
- 市原市立京葉小学校
- 市原市立若葉小学校
- 市原市立白金小学校
- 市原市立千種小学校
- 市原市立海上小学校
- 市原市立国府小学校
- 市原市立国分寺台小学校
- 市原市立国分寺台東小学校
- 市原市立国分寺台西小学校

### 中学校
- 市原市立五井中学校
- 市原市立若葉中学校
- 市原市立千種中学校
- 市原市立国分寺台中学校
- 市原市立国分寺台西中学校

### 高等学校・高等専門学校
- 千葉県立京葉高等学校

### 商業施設
- アリオ市原
  - イトーヨーカドー市原店（新）
- カインズモール市原
- 五井駅東ショッピングセンター
- アクロスプラザ市原更級
- MEGAドン・キホーテUNY市原店

### 発電所・工場・物流センター等
- JERA五井火力発電所
- 東レ千葉工場（千種海岸）
- 日本曹達千葉工場（千種海岸）
- 三井化学市原工場（千種海岸）
- 丸善石油化学千葉工場（千種海岸・五井南海岸・五井海岸）
- コスモ石油千葉製油所（五井海岸）
- AGC千葉工場（五井海岸）

### 名所・遺跡
- 上総国分寺
- 上総国府尼寺
- 小湊鐵道五井機関区
- 美人多し看板

## 交通

### 鉄道
- 東日本旅客鉄道
  - 内房線：五井駅
- 小湊鉄道
  - 小湊鉄道線：五井駅 - 上総村上駅
- 京葉臨海鉄道
  - 臨海本線

### 高速路線バス
1. 五井駅東口ターミナル発着

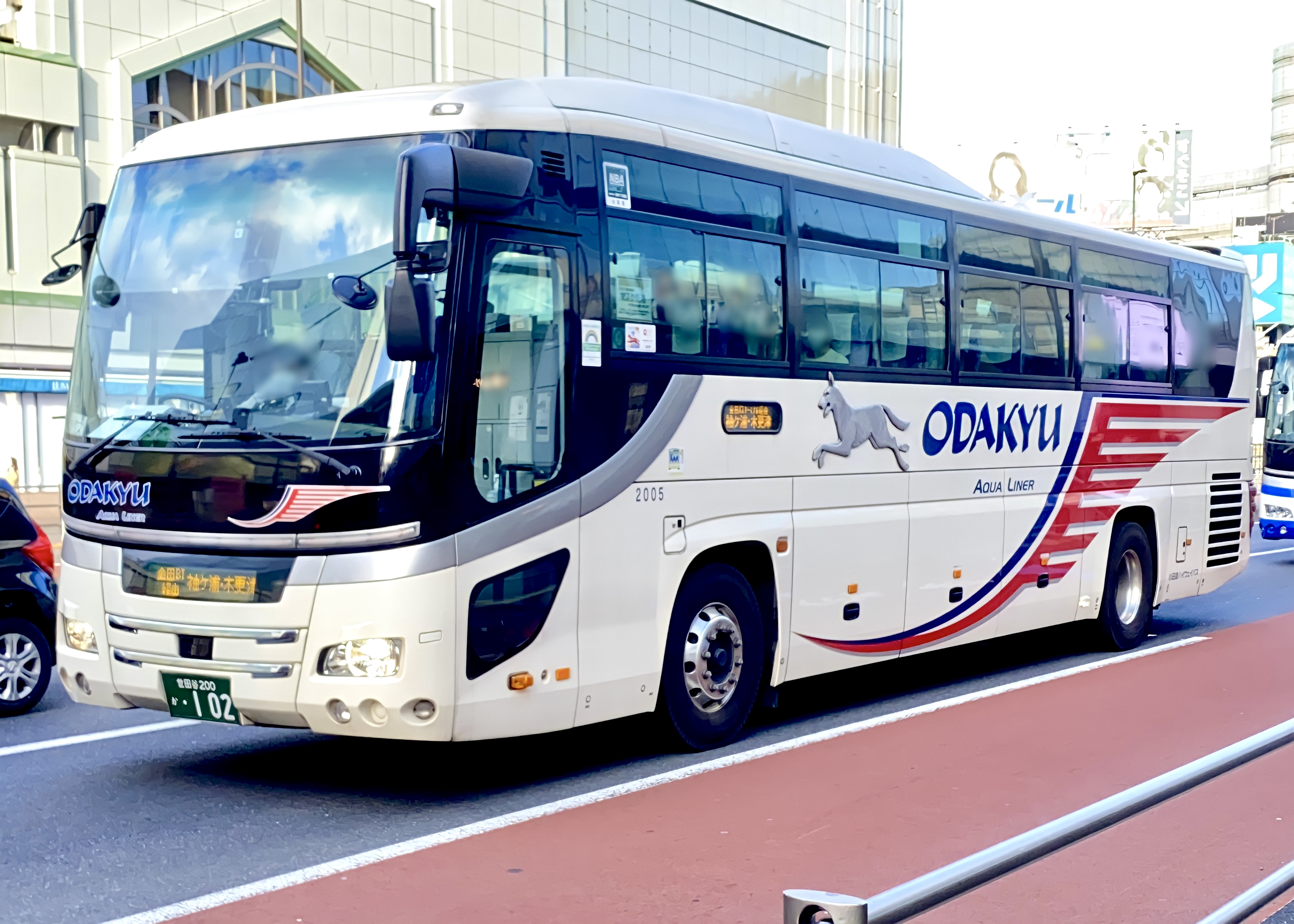
小田急シティバス

  - 羽田空港行（京成バス・小湊鉄道・日東交通）
  - 成田空港行（京成バス・小湊鉄道・日東交通）
  - バスタ新宿行（小田急シティバス・小湊鉄道）
  - 横浜駅行（京浜急行バス・小湊鉄道）
2. 市原バスターミナル発着
  - 羽田空港行（京浜急行バス・小湊鉄道）
  - 成田空港行（小湊鉄道）
  - バスタ新宿行（小湊鉄道）
  - 横浜駅行（京浜急行バス・小湊鉄道）
3. 市原市役所バス停発着
  - バスタ新宿行（小田急シティバス・小湊鉄道）
4. アリオ市原バス停発着
  - バスタ新宿行（小田急シティバス・小湊鉄道）

### 一般路線バス
地区内を通過する一般路線バスは以下のとおりである。
| 運行会社 | 系統     | 起点         | 終点               | 経由                                           |
| -------- | -------- | ------------ | ------------------ | ---------------------------------------------- |
| 小湊鐵道 | 五01系統 | 五井駅東口   | 国分寺台           | アリオ市原、市原市役所                         |
| 小湊鐵道 | 五02系統 | 五井駅東口   | 埋蔵文化財センター | アリオ市原、稲荷台                             |
| 小湊鐵道 | 五03系統 | 五井駅東口   | 埋蔵文化財センター | 君塚郵便局、市原市役所                         |
| 小湊鐵道 | 五04系統 | 五井駅東口   | ちはら台           | 五井育苗センター入口、稲荷台                   |
| 小湊鐵道 | 五11系統 | 五井駅東口   | 国分寺台           | アリオ市原、市原市役所                         |
| 小湊鐵道 | 五22系統 | 五井駅西口   | 山倉こどもの国     | 君塚郵便局、市原市役所                         |
| 小湊鐵道 | 五23系統 | 五井駅西口   | 姉ケ崎駅西口       | アピタ前                                       |
| 小湊鐵道 | 五25系統 | 五井駅西口   | 喜多               | 辰巳団地、うるいど南                           |
| 小湊鐵道 | 五31系統 | 五井駅東口   | ちはら台駅         | 五井育苗センター入口、市原市役所、千葉労災病院 |
| 小湊鐵道 | 八21系統 | 八幡宿駅西口 | 別荘下             | 五井駅西口、大道下、姉ケ崎駅東口               |
| 小湊鐵道 | 八22系統 | 八幡宿駅西口 | 姉ケ崎駅東口       | 五井駅西口、大道下                             |
| 小湊鐵道 | 八23系統 | 八幡宿駅西口 | 国分寺台           | 砂田住宅、市原市役所                           |
| 小湊鐵道 | 八24系統 | 八幡宿駅西口 | 市原市役所         | 砂田住宅                                       |
| 小湊鐵道 | 八25系統 | 八幡宿駅西口 | 山倉こどもの国     | 砂田住宅                                       |
| 小湊鐵道 | 八26系統 | 八幡宿駅西口 | 海士有木           | 砂田住宅、市原市役所、国分寺台                 |

### 道路
- 館山自動車道 - 市原インターチェンジ
- 国道16号
- 国道297号（大多喜街道）